# Chalcoscirtus lepidus
Chalcoscirtus lepidus är en spindelart som beskrevs av Wesolowska 1996. Chalcoscirtus lepidus ingår i släktet Chalcoscirtus och familjen hoppspindlar. Inga underarter finns listade i Catalogue of Life.